# Plano Annan para a Síria
O plano de paz de Kofi Annan para a Síria ou o plano de paz de seis pontos para a Síria,  lançado em fevereiro de 2012, é considerado a mais séria tentativa internacional para solucionar a Guerra Civil Síria diplomaticamente. O plano de paz forçou um cessar-fogo que ocorreria em toda a Síria a partir de 10 de abril de 2012, embora, na realidade o cessar-fogo foi anunciado pelo governo sírio em 14 de abril de 2012.
Após o massacre de Houla e o consequente ultimato do Exército Livre Sírio ao governo sírio, o cessar-fogo praticamente entrou em colapso no final de maio de 2012, já que o Exército Livre Sírio iniciou ofensivas a nível nacional contra as tropas do governo. Em 1 de junho de 2012, o presidente sírio, Bashar al-Assad jurou esmagar a revolta, após o Exército Livre Sírio anunciar que estava retomando as "operações defensivas".  Depois de um discurso prolongando a missão de paz da ONU, Kofi Annan, renunciou em 2 de agosto de 2012.  Em 17 de agosto de 2012, Lakhdar Brahimi foi nomeado o novo enviado de paz das Nações Unidas-Liga Árabe para a Síria.